# 주블라디보스토크 미국 총영사관
주블라디보스토크 미국 총영사관(영어: Consulate General of the United States in Vladivostok, 러시아어: Генеральное консульство США во Владивостоке)은 미국 국무부가 러시아 블라디보스토크에 설치한 총영사관이다. 해당 총영사관은 1992년 9월 22일 정식으로 개관하였다. 관할 구역은 러시아 극동 일원이며, 현재 코로나19 범유행 이슈에 따른 영사 업무도 잠정적으로 중단된 상태가 지속되자 2020년을 기해 폐쇄된 상태이다.

## 같이 보기

### 일반 주제
- 러시아-미국 관계
- 주러시아 미국 대사관(영어판)
- 주미국 러시아 대사관

### 블라디보스토크에 설치한 다른 영사관
- 주블라디보스토크 대한민국 총영사관

### 다른 지역에 설치한 미국 영사관
- 주부산 미국 영사관
- 주오사카·고베 미국 총영사관
- 주오키나와 미국 총영사관
- 주삿포로 미국 총영사관
- 주나고야 미국 영사관
- 주후쿠오카 미국 영사관
- 주청두 미국 총영사관 (폐쇄된 공관)